# Wiesen westlich der Vogelbacher Mühle
Das Naturschutzgebiet Wiesen westlich der Vogelbacher Mühle liegt auf dem Gebiet des Landkreises Kaiserslautern in Rheinland-Pfalz. Das 38,29 ha große Gebiet, das mit Verordnung vom 13. April 1987 unter Naturschutz gestellt wurde, erstreckt sich westlich von Vogelbach, einem Ortsteil der Ortsgemeinde Bruchmühlbach-Miesau, direkt an der am südlichen Rand vorbeiführenden A 6. Glan und Vogelbach durchfließen das Gebiet.

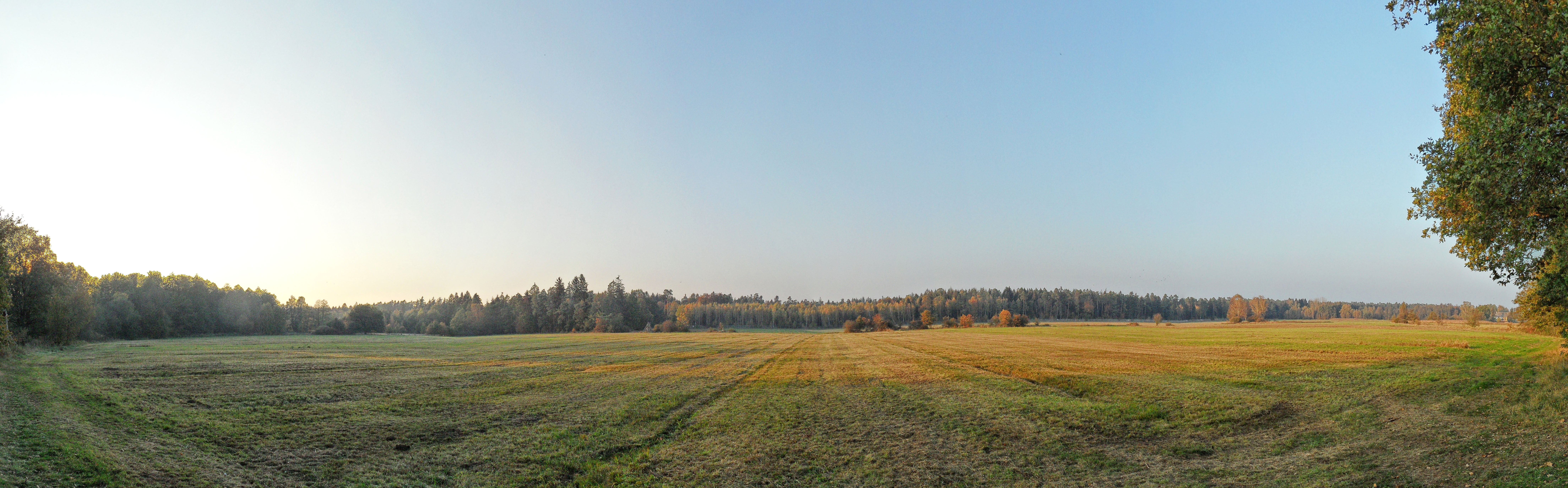
Wiesen westlich der Vogelbacher Mühle (Panorama)